# كاميرون درو
كاميرون درو (بالإنجليزية: Cameron Drew)‏ هو لاعب كرة قاعدة أمريكي، ولد في 12 فبراير 1964 في بوسطن في الولايات المتحدة.

## وصلات خارجية
- كاميرون درو على موقعبيزبول رفرنس.كوم (الدوري الرئيسي) (الإنجليزية)